# رنگرزی گرهی

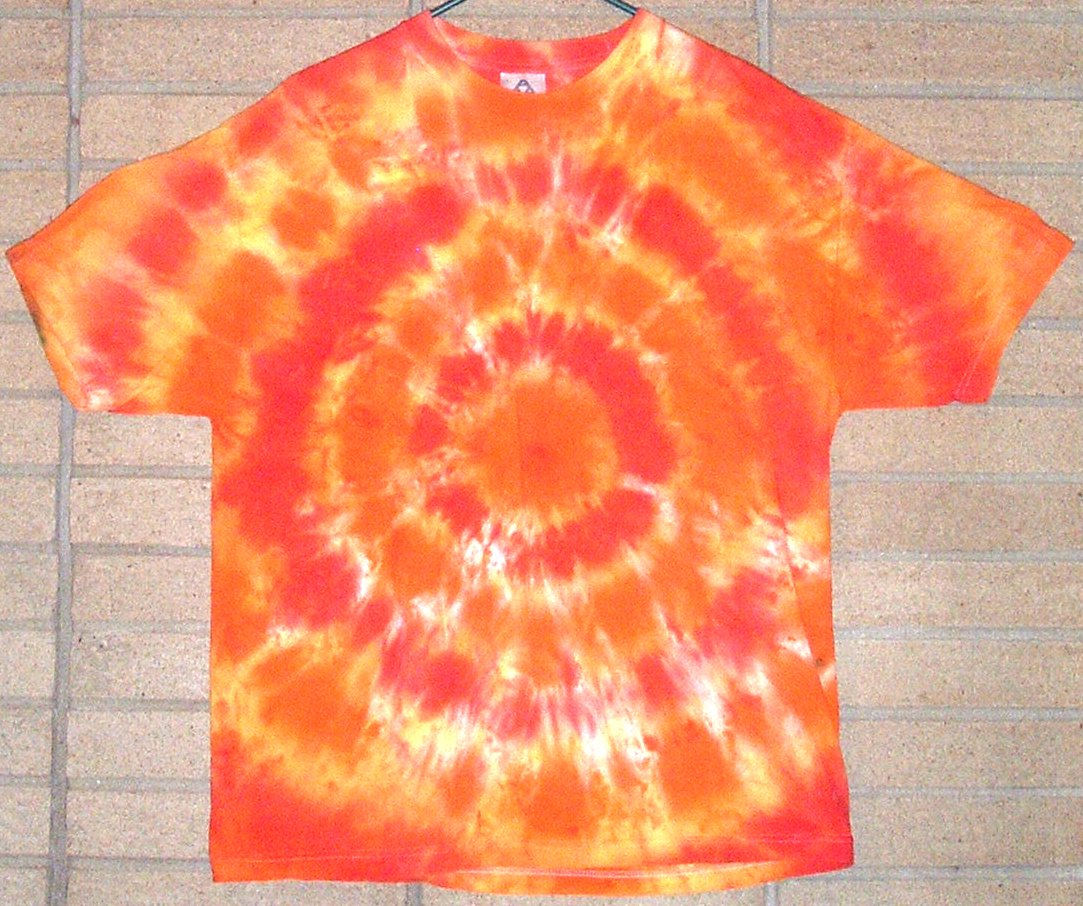

رنگرزی گرهی شیوه‌ای مخصوص در رنگرزی است که نتیجه آن ایجاد نقش و نگارهای متنوع و رنگارنگ بر روی پارچه می‌باشد. در این سبک رنگرزی در برخی از قسمت‌های پارچه موانعی ایجاد می‌شود و بدین گونه رنگ به آن قسمت‌ها نرسیده و در نتیجه اشکال متنوع و خاصی بر روی پارچه ایجاد می‌شود. رنگرزی گرهی بیشتر بر روی الیاف طبیعی انجام می‌شود. روش‌های ایجاد موانع عبارتند از: تا کردن، گره زدن و پیچاندن پارچه و همچنین استفاده از نخ‌ها و طناب‌های لاستیکی و پلاستیکی و بستن پارچه به وسیله آنها.